# Bowler
Bowler Manufacturing Ltd — производитель внедорожников для автоспорта на базе шасси Land Rover Defender и Range Rover. Компания расположена в городе Белпер (Дербишир, Великобритания). С декабря 2019 года является частью Jaguar Land Rover, входит в подразделение SVO (Special Vehicle Operations).

## История
Компания «Боулер» основана в 1985 году Эндрю Боулером и названа его же именем. Он родился в 1953 году в городе Белпер, в Великобритании. В начале 80-х он начал заниматься кроссовыми мотогонками, после, решил участвовать в гонках внедорожников. Первым опытом молодого конструктора стал доработанный Land Rover третьей серии, который ведёт свою историю от самой первой модели марки. В 1984 году автомобиль с Дрю Боулером за рулём занимал места в пятерке лучших на гоночных трассах. От соперников всё чаще стали поступать предложения о покупке этого автомобиля или постройке ещё одного аналогичного, и Боулер задумался о создании собственной фирмы. В 1985 году он основывает фирму, получившую название Bowler Offroad. Первым собственным автомобилем фирмы стал Bowler ARC. В 1989 году появился Tomcat, который получил своё имя в честь истребителя-перехватчика Grumman F-14 Tomcat. Уже в 1996 году Боулер начинает разработку новой модели, в основе которой лежит Tomcat. Главным отличием спортпрототипа, получившего собственное имя Wildcat стала пространственная рама-ферма из стальных труб. Производство продолжалось до 2008 года, когда на смену Wildcat приходит совершенно новая модель — Bowler Nemesis. Автомобиль был создан для участия в ралли-рейдах и подготовлен для участия в гонках класса FIA T1. В 2011 году компанию Дрю Боулера покупает фирма CPP Global Holdings Limited (Coventry Prototype Panels) — она принадлежит бизнесмену из России Владимиру Антонову, который ранее купил контрольный пакет акций голландской компании Spyker. В мае 2012 года компании Land Rover и Bowler подписали долгосрочное соглашение о сотрудничестве. Договор даёт возможность специалистам Bowler иметь доступ к конструкторской документации Land Rover и прямые поставки комплектующих с завода. 14 ноября 2016 года скоропостижно скончался основатель компании Эндрю Боулер. В декабре 2019 Концерн Jaguar Land Rover объявил о полной покупке компании Bowler.

## Модели марки

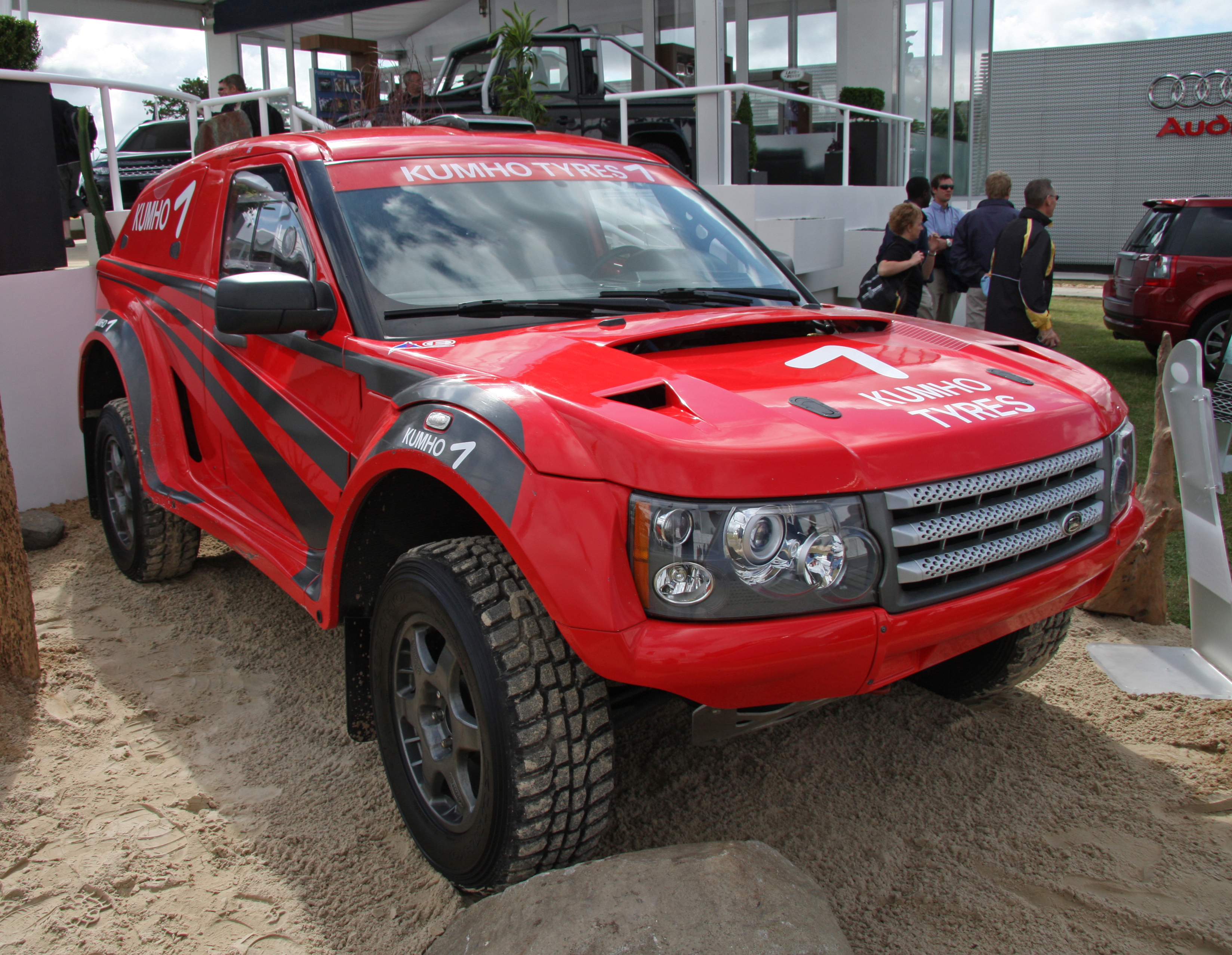
Bowler Nemesis

- Bowler ARC
- Bowler Tomcat
- Bowler Wildcat
- Bowler Bulldog
- Bowler Nemesis
- Bowler Nemesis EXR
- Bowler Nemesis EXR-S

### Концепт кары
- Bowler Raptor (2009)

## Интересные факты
При поддержке QT Service и Bowler в 2014 и 2015 годах в ралли-марафоне «Дакар» участвовала гоночная команда Race2Recovery. В её составе — добровольцы из травмированных ветеранов вооружённых сил Великобритании. Команда принимает участие в гонках с благотворительными целями, на полученные пожертвования будет построен реабилитационный центр для раненных военных. Специально для пилотов команды, лишенных частей тела, были созданы индивидуальные механизмы управления.

## Top Gear
Bowler Wildcat был показан во 2 сезоне 1 эпизода британской автомобильной программы Top Gear, которая вышла в эфир 11 мая 2003 года.